# Dolní Novosedly
Dolní Novosedly là một làng thuộc huyện Písek, vùng Jihočeský, Cộng hòa Séc.